# محمدحسین بلورفروشان
محمدحسین بلورفروشان: تاجر، بازرگان دوره پهلوی اول، عضو اتاق تجارت تهران و نماینده مجلس مؤسسان در دوره دوم (۱۳۲۸) از تهران بود. 
وی از اعضای خانواده بلورفروشان از خانواده‎‌های معروف تاجر و بازرگان ایرانی است که قدمت آنها به دوره قاجاریه برمی‌گردد.

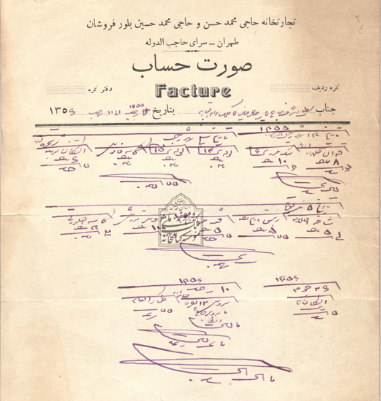
تجارتخانه محمدحسن و محمدحسین بلورفروشان

محمدحسین بلورفروشان دارای تجارتخانه بلورفروشی در بازار تهران بود. 
سال ۱۳۰۹ حاج محمدحسین بلورفروشان نایب رئیس انجمن بلدیه تهران شد. 
حاج محمدحسین بلورفروشان در زمینه امور خیریه نیز فعالیت داشت. مثلا در خبری آمده است: «هیئت وزیران در جلسه ۲۴ اسفند ماه ۱۳۲۵ بنا بر پیشنهاد وزارت بازرگانی و پیشه و هنر به حاجی محمدحسین بلورفروشان اجازه داده می‌شود یک عدد چهل چراغ برنز بارزش پانزده‌هزار (۱۵۰۰۰) ریال ساخت کارخانه ورشوسازی بلورفروشان را که برای تقدیم به استان مطهر حضرت ابوالفضل(ص) است، بدون تعهد پیمان ارز از کشور صادر نماید.»